# Jan Kříž (sportovní lezec)

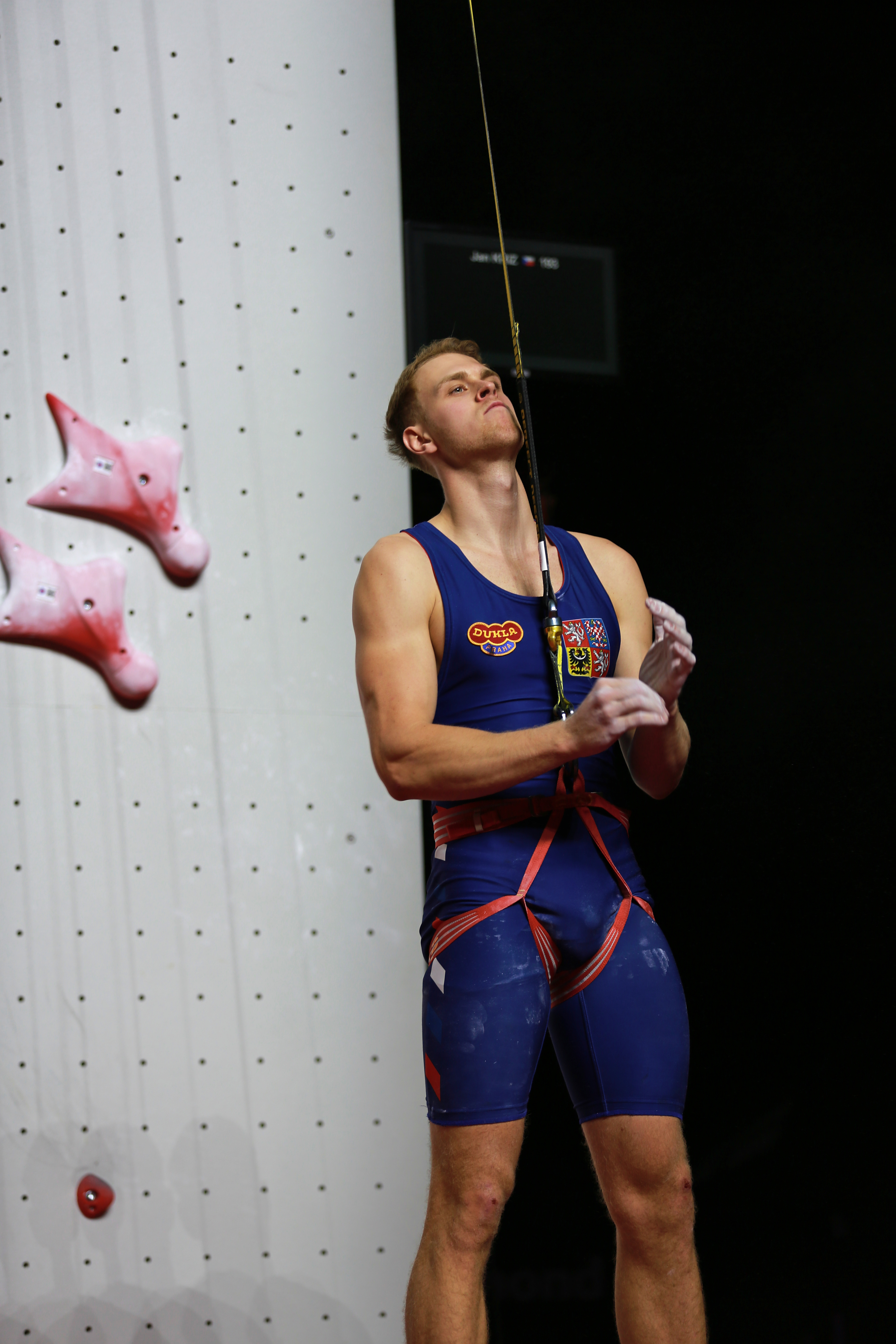
Jan Kříž v osmifinále MS 2018 v lezení na rychlost v Innsbrucku

Jan Kříž (* 11. února 1996 Brno) je český reprezentant ve sportovním lezení, v roce 2010 začínal na mezinárodních závodech v lezení na obtížnost a rychlost, u rychlosti poté zůstal. Vicemistr světa, akademický mistr světa, juniorský mistr světa, vítěz Evropského poháru juniorů a několikanásobný mistr ČR a juniorský mistr a vicemistr ČR v lezení na rychlost, ve kterém závodí také jeho dvě sestry Eva a Hana Křížová.

## Výkony a ocenění
V roce 2015 získal s druhým největším počtem 2 543 hlasů ve fondu Magnesia GO na podporu sportovců 250 000 Kč, celkem byl rozdělen jeden milion korun pro šest sportovců. Psalo se zde o něm, že trénoval 15 hodin týdně, jeho nejvyšší rychlost při lezení byla 2,56 m/s, ročně prošoupal 12 párů bot a do české reprezentace se zařadil jako čtrnáctiletý.
- 2012: vítěz Evropského poháru juniorů
- 2014: juniorský mistr světa
- 201-2015: juniorský mistr České republiky
- 2012-2015: mistr České republiky
- 2018: akademický mistr světa
- 2018: na mistrovství světa závodil v dresu Dukly Praha
- 2019: vicemistr světa

### Závodní výsledky
| Mistrovství světa | Mistrovství světa | Mistrovství světa | Mistrovství světa |
| Rok               | 2016              | 2018              | 2019              |
| ----------------- | ----------------- | ----------------- | ----------------- |
| Obtížnost         | —                 | —                 | 81-82             |
| Rychlost          | 16                | 8                 | 2                 |
| nejrychlejší čas  | 6.550             | 6.276             | 5.986             |
| Bouldering        | —                 | —                 | 96                |
| Kombinace         | —                 | —                 | 22                |

| Světový pohár | Světový pohár | Světový pohár  | Světový pohár     | Světový pohár  | Světový pohár     | Světový pohár |
| Rok           | 2012          | 2013           | 2016              | 2017           | 2018              | 2019          |
| ------------- | ------------- | -------------- | ----------------- | -------------- | ----------------- | ------------- |
| Rychlost      | 29            | 55-58          | 14                | 27-28          | 14-15             | 10            |
| jednotlivě*   | -,-,-,14,22,- | -,-,-,-,23,-,- | 16,9,16,18,6,-,18 | -,-,9,21,-,-,- | ,17,18,7,15,18,5, | ,,18,,7,8,15, |

* poznámka: nalevo jsou poslední závody v roce
| Akademické mistrovství světa | Akademické mistrovství světa | Akademické mistrovství světa |
| Rok                          | 2016                         | 2018                         |
| ---------------------------- | ---------------------------- | ---------------------------- |
| Rychlost                     | 4                            | 1                            |

| Mistrovství Evropy | Mistrovství Evropy |
| Rok                | 2013               |
| ------------------ | ------------------ |
| Rychlost           | 24                 |
| nejrychlejší čas   | 7.620              |

| Mistrovství České republiky | Mistrovství České republiky | Mistrovství České republiky | Mistrovství České republiky | Mistrovství České republiky |
| Rok                         | 2012                        | 2013                        | 2014                        | 2015                        |
| --------------------------- | --------------------------- | --------------------------- | --------------------------- | --------------------------- |
| Rychlost                    | 1                           | 1                           | 1                           | 1                           |

| Mistrovství světa juniorů | Mistrovství světa juniorů | Mistrovství světa juniorů | Mistrovství světa juniorů | Mistrovství světa juniorů | Mistrovství světa juniorů | Mistrovství světa juniorů |
| Rok                       | 2010 kat. B               | 2011 kat. B               | 2012 kat. A               | 2013 kat. A               | 2014 junioři              | 2015 junioři              |
| ------------------------- | ------------------------- | ------------------------- | ------------------------- | ------------------------- | ------------------------- | ------------------------- |
| Obtížnost                 | 61                        | —                         | —                         | —                         | —                         | —                         |
| Rychlost                  | 12                        | 4                         | 6                         | 4                         | 1                         | 6                         |

| Mistrovství Evropy juniorů | Mistrovství Evropy juniorů | Mistrovství Evropy juniorů | Mistrovství Evropy juniorů | Mistrovství Evropy juniorů |
| Rok                        | 2012 kat. A                | 2013 kat. A                | 2014 junioři               | 2015 junioři               |
| -------------------------- | -------------------------- | -------------------------- | -------------------------- | -------------------------- |
| Rychlost                   | 4                          | 7                          | 6                          | 9                          |

| Evropský pohár juniorů | Evropský pohár juniorů | Evropský pohár juniorů | Evropský pohár juniorů | Evropský pohár juniorů | Evropský pohár juniorů |
| Rok                    | 2010 kat. B            | 2011 kat. B            | 2012 kat. A            | 2013 kat. A            | 2015 junioři           |
| ---------------------- | ---------------------- | ---------------------- | ---------------------- | ---------------------- | ---------------------- |
| Obtížnost              |                        |                        |                        |                        |                        |
| jednotlivě*            | 43                     | 40,17                  |                        |                        |                        |
|                        |                        |                        |                        |                        |                        |
| Rychlost               |                        | 2                      | 1                      | 2                      | 3                      |
| jednotlivě*            |                        |                        |                        | ,,6                    | ,11                    |

* poznámka: nalevo jsou poslední závody v roce
| Mistrovství České republiky mládeže | Mistrovství České republiky mládeže | Mistrovství České republiky mládeže | Mistrovství České republiky mládeže | Mistrovství České republiky mládeže | Mistrovství České republiky mládeže | Mistrovství České republiky mládeže |
| Rok                                 | 2010 kat. B                         | 2011 kat. B                         | 2012 kat. A                         | 2013 kat. A                         | 2014 junioři                        | 2015 junioři                        |
| ----------------------------------- | ----------------------------------- | ----------------------------------- | ----------------------------------- | ----------------------------------- | ----------------------------------- | ----------------------------------- |
| Rychlost                            | 2                                   | 1                                   | 1                                   | 1                                   | 1                                   | 1                                   |